# Amastus nadiae
Amastus nadiae är en fjärilsart som beskrevs av De Toulgoët 1981. Amastus nadiae ingår i släktet Amastus och familjen björnspinnare. Inga underarter finns listade i Catalogue of Life.